# 駕到西澳
《駕到西澳》（英語：WA on the road），是香港電視娛樂製作的旅遊節目，由梁諾妍、駱振偉、陳安立及黎紀君主持。由2020年10月25日至11月22日，逢星期日20:00至20:30於ViuTV播出。節目由「國泰航空」冠名贊助，四位節目主持將會前往澳洲西部展開「尋寶」旅程。

## 每集內容
| 集數 | 播映日期 | 主題             |
| 1    | 10月25日 | 開展西澳尋寶之旅 |
| 2    | 11月1日  | 勇氣和體力的考驗 |
| 3    | 11月8日  | 令人驚艷的美景   |
| 4    | 11月15日 | 拆解傳說之謎     |
| 5    | 11月22日 | 重聚後的終極挑戰 |

## 記事
本節目原定於2020年4月26日首播，但由於受到新冠肺炎疫情影響關係，順延至同年10月25日才正式首播。

## 爭議
由於本節目由「國泰航空」冠名贊助，而節目於2020年10月25日首播的時候適逢國泰航空於同年10月21日宣佈重組及大規模裁員，被網民質疑國泰航空何來資金來贊助節目，其後ViuTV澄清本節目是於2019年10月至11月期間拍攝，而製作單位乘坐的也是國泰航空的航班。

## 外部連結
- ViuTV：駕到西澳（页面存档备份，存于）

| 香港 ViuTV 星期日 20:00－20:30               | 香港 ViuTV 星期日 20:00－20:30              | 香港 ViuTV 星期日 20:00－20:30 |
| -------------------------------------------- | ------------------------------------------- | ------------------------------ |
|                                              | 駕到西澳 （2020年10月25日－2020年11月22日） |                                |
| 帶你到主場 （2020年8月16日－2020年10月18日） | 香港工業傳奇之工不可沒 （2020年11月29日）   |                                |